# Morżowiec
Morżowiec (ros. Моржовец) – rosyjska wyspa na Morzu Białym, u wejścia do Zatoki Mezeńskiej. Powierzchnia wyspy wynosi ok. 110 km², a pod względem administracyjnym należy do rejonu miezieńskiego w obwodzie archangielskim.